# Egrespuszta

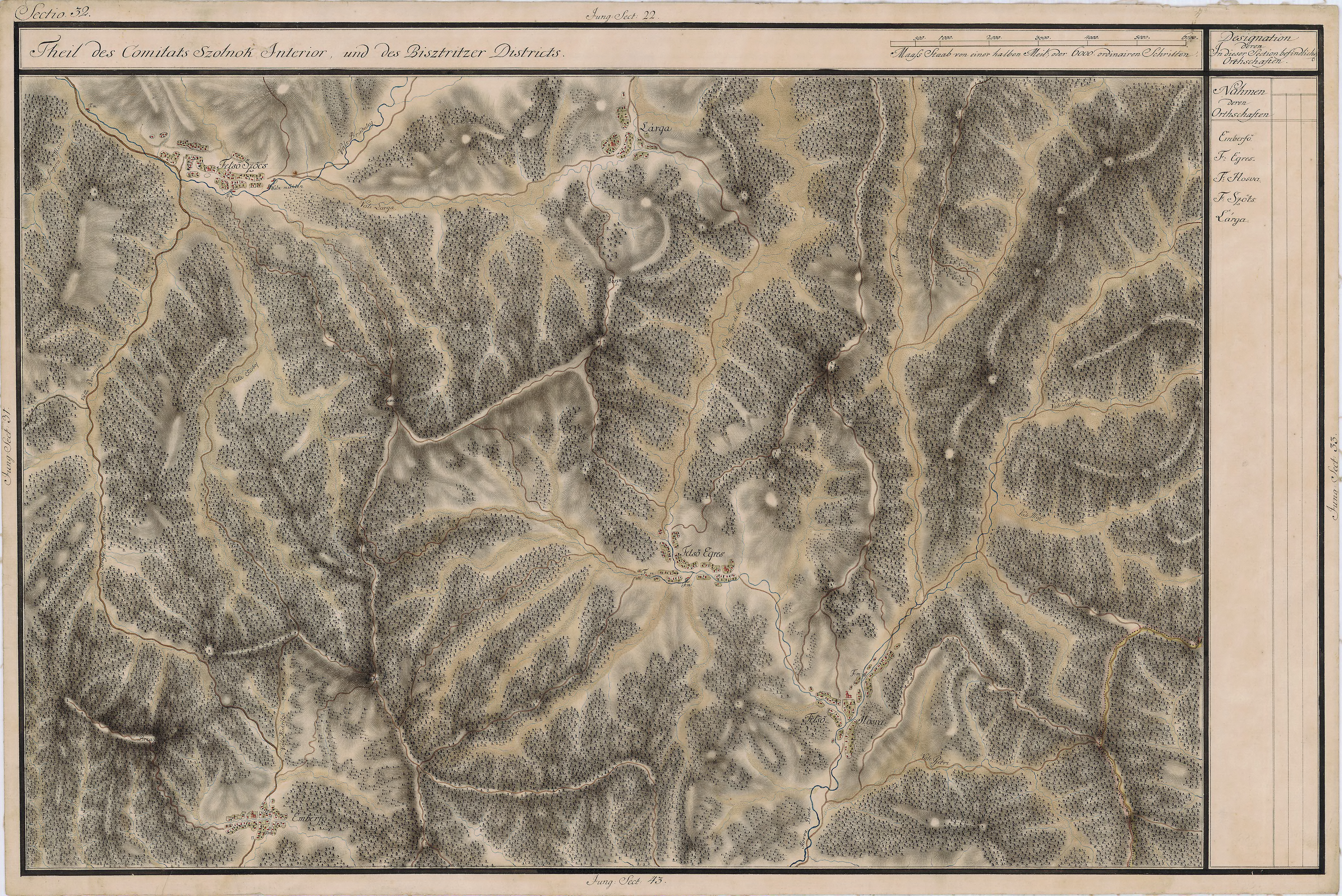
Alsóegres egy régi térképen

Egrespuszta (románul: Agrieșel) település Romániában, Erdélyben, Beszterce-Naszód megyében.

## Fekvése
Felsőilosva közelében fekvő település.

## Története
Alsóegres, Egrespuszta korábban Egreshely része volt, 1956-ban vált külön településsé 205 lakossal. 1966-ban 380 lakosából 379 román, 1 magyar volt. 1977-ben 315 lakosából 314 román, 1 magyar volt. 1992-ben 284, a 2002-es népszámláláskor pedig 239 román lakosa volt.